# 서천군
서천군(舒川郡)은 대한민국 충청남도 서남부에 있는 군이다. 북쪽으로는 보령시, 남쪽으로는 금강을 사이에 두고 전북특별자치도 군산시, 익산시와 접해 있다. 금강이 서쪽의 황해로 유입되며 금강하구둑이 위치한다. 장항선 철도가 지나고, 서해안고속도로와 서천공주고속도로가 연결된다. 장항읍에는 장항항이 있다. 군청 소재지는 서천읍이고, 행정구역은 2읍 11면이다.
장항역 옆에는 국립생태원이 있고, 장항읍 송림리에는 국립해양생물자원관이 있다. 장항읍 옥남리와 마서면 옥북리 일대에는 장항국가산업단지가 조성 중이다. 서천의 특산물로는 유네스코 인류무형문화유산으로 등재된 한산모시가 유명하다.

## 역사
| Daedongyeojido (Gyujanggak) 16-05.jpg |
| Daedongyeojido (Gyujanggak) 17-05.jpg |

- 서천 : 백제 설림군(舌林郡) → 신라 경덕왕 15년 서림군(西林郡) → 조선 태종 13년 서천군(舒川郡)
- 한산 : 백제 마산현(馬山縣) → 고려 초 한산현(韓山縣) → 조선 태종 13년 한산군(韓山郡)
- 비인 : 백제 비중현(比衆縣) → 신라 경덕왕 15년 비인현(庇仁縣) → 조선 고종 32년 비인군(庇仁郡)
- 1914년 4월 1일 : 서천군, 한산군, 비인군이 서천군으로 합쳐졌다.[3]
- 1917년 10월 1일 : 남양면을 서천면으로 개칭하였다.[4]
- 1938년 10월 1일 : 서남면, 마동면을 장항읍, 마서면으로 개편하였다.[5][6]
- 1979년 5월 1일 : 서천면이 서천읍으로 승격하였다.[7]
- 1983년 2월 15일 : 문산면 금덕리·등고리가 판교면으로 편입되었다.[8]

## 지리
서천군은 충청남도 서남단에 위치하고 있으며, 동쪽은 부여군, 북은 보령시, 남은 금강을 경계로 전북특별자치도 군산시, 익산시를 대안하고, 서는 황해와 접하여 위치하고 있다. 북면 일대는 산악구릉으로 부여군, 보령시와 경계를 이루며 남쪽은 119 km2에 달하는 넓은 평야지대를 형성하고 있다.
평균기온은 13.1 °C이고 연간 강수량은 1,431mm를 보이고 있다.

## 행정 구역
서천군의 행정 구역은 2읍 11면, 172 법정리로 구성되어 있다. 서천군의 면적은 365 km2로 충청남도의 4.15%를 차지한다. 인구는 2015년 12월 31일 주민등록 기준으로 5만6910 명, 2만6622 가구이다. 전체 인구의 약 47.58%가 서천읍(1만4656 명), 장항읍(1만2422 명) 등 읍 지역에 거주하고 있다.
| 읍면동 | 한자   | 면적   | 인구   | 세대   | 행정 지도 |
| ------ | ------ | ------ | ------ | ------ | --------- |
| 장항읍 | 長項邑 | 18.81  | 12,422 | 5,687  |           |
| 서천읍 | 舒川邑 | 27.75  | 14,656 | 6,027  |           |
| 마서면 | 馬西面 | 38.15  | 5,575  | 2,684  |           |
| 화양면 | 華陽面 | 31.58  | 2,594  | 1,290  |           |
| 기산면 | 麒山面 | 20.98  | 1,858  | 952    |           |
| 한산면 | 韓山面 | 25.02  | 2,813  | 1,450  |           |
| 마산면 | 馬山面 | 26.36  | 1,564  | 770    |           |
| 시초면 | 時草面 | 18.39  | 1,366  | 718    |           |
| 문산면 | 文山面 | 28.19  | 1,351  | 704    |           |
| 판교면 | 板橋面 | 40.03  | 2,338  | 1,215  |           |
| 종천면 | 鍾川面 | 26.06  | 2,284  | 1,182  |           |
| 비인면 | 庇仁面 | 31.33  | 3,296  | 1,666  |           |
| 서면   | 西面   | 32.35  | 4,793  | 2,277  |           |
| 서천군 | 舒川郡 | 358.00 | 56,910 | 26,622 |           |

## 산업

### 산업별 종사자 현황
2014년 서천군 산업의 총종사자 수는 19,824명으로 충청남도 총종사자 수의 2.4%를 차지하고 있다. 이중 농림어업(1차산업)은 153명으로 비중이 낮고 광업 및 제조업(2차산업)은 4,613명으로 23.3%의 비중으로 차지하고 상업 및 서비스업(3차산업)은 15,022명으로 75.8%의 비중을 차지한다. 2차산업은 충청남도 전체의 비중(32.8%)보다 낮고 3차 산업은 충청남도 전체 비중(66.7%)보다 높다. 3차산업 부문에서는 도소매업(13.3%), 보건 및 사회복지 서비스업(10.8%), 숙박 및 음식업(10.4%), 문화서비스업(7.8%)이 큰 비중을 차지하고 있다.

### 상주인구와 주간인구
서천군의 2010년 상주인구는 53,083명이고 주간인구는 55,334명으로 주간인구지수가 104로 높다. 통근으로 인한 유입인구는 3,102명이고, 유출인구는 740명이고, 통학으로 인한 유입인구는 169명, 유출인구는 280명으로 전체 유입인구가 2,251명 더 많은데, 이는 충청남도 대부분의 지역에서 공통으로 나타나는 현상이다.

### 지역내 총생산
서천군의 2012년 지역 내 총생산은 4조1879억원으로 충청남도 지역 내 총생산의 1.4%를 차지하고 있다. 이중 농림어업(1차산업)은 3317억원으로 7.9%의 비중을 차지하고 광업 및 제조업(2차산업)은 2조491억원으로 48.9%의 비중을 차지하고 상업 및 서비스업(3차산업)은 1조8071억원으로 43.1%의 비중을 차지한다. 3차산업 부문에서는 특히 건설업(9.1%)과 전기,가스,증기 및 수도 사업(7.3%), 공공행정(4.7%)과 교육서비스업(3.4%)이 큰 비중을 차지하고 있다.

## 교통

### 버스
- 시내버스(서천군의 농어촌버스): 서천여객, 군산여객, 우성여객(군산시내버스,71번-장항읍,72번-서천읍), 대천여객(서천읍, 마서면, 비인면)
- 고속버스 : 서천버스터미널

### 철도
- 장항선 : 서천역, 장항역, 판교역이 있다.

### 고속도로
- 서해안고속도로

(군산 나들목) ← 동서천 분기점 ― 서천 나들목 ― 춘장대 나들목 → (무창포 나들목)
- 서천공주고속도로

(시종점) ― 동서천 나들목 ― 동서천 분기점 → (서부여 나들목)

### 택시
서천군에서는 농어촌버스가 운행하지 않는 마을에 대하여 5일장이 열리는 날에 택시를 이용하여 면소재지까지는 100원, 읍까지는 시내버스 요금인 1100원을 받고 주민을 수송하는 '희망택시'제도를 시행하고 있다.

## 교육 기관
- 고등학교

|  | - 공동체비전고등학교 - 서천고등학교 - 서천여자고등학교 | - 서천여자정보고등학교 - 장항고등학교 - 충남디자인예술고등학교 | - 충남조선공업고등학교 |

- 중학교

|  | - 동강중학교 - 비인중학교 - 서림여자중학교 | - 서면중학교 - 서천여자중학교 - 서천중학교 | - 장항중학교 - 판교중학교 - 한산중학교 |

- 초등학교

|  | - 기산초등학교 - 마동초등학교 - 마산초등학교 - 문산초등학교 - 부내초등학교 - 비인초등학교 - 서남초등학교 | - 서도초등학교 - 서면초등학교 - 서천초등학교 - 송림초등학교 - 송석초등학교 - 시초초등학교 - 오성초등학교 | - 장항중앙초등학교 - 장항초등학교 - 한산초등학교 - 화양초등학교 |

## 자매 도시
- 대한민국 서울특별시 성동구, 서초구, 관악구, 은평구
- 대한민국 경기도 안양시
- 몽골 투브주 우그탈차이담군, 첼군, 자마르군
- 몽골 울란바토르 바양골구
- 미얀마 만달레이도 핀우린
- 필리핀 누에바에시하주 산호세